# 青春のエキサイトメント
「青春のエキサイトメント」（せいしゅんのエキサイトメント）は、シンガーソングライター・あいみょんのメジャー1stフルアルバム。ワーナーミュージック・ジャパン内のレーベル「unBORDE」から2017年9月13日に発売された。

## 解説
シングル3枚のタイトル曲や、映画『恋愛奇譚集』主題歌として書き下ろされた「漂白」を含む全11曲を収録。サウンドプロデューサーには、田中ユウスケ（agehasprings）、関口シンゴ（Ovall）、Michael Kaneko、Sundayカミデ（天才バンド/ワンドフルボーイズ）らが参加している。
ジャケットデザインは、1stシングルからアートワークを手掛けてきたとんだ林蘭が担当している。

## 収録曲
| 全作詞・作曲: あいみょん。 |                                       |            |            |                                                                             |      |
| #                          | タイトル                              | 作詞       | 作曲・編曲 | 編曲                                                                        | 時間 |
| 1.                         | 「憧れてきたんだ」                    | あいみょん | あいみょん |                                                                             | 2:25 |
| 2.                         | 「生きていたんだよな」(1stシングル)   | あいみょん | あいみょん | 立崎優介・田中ユウスケ（共同編曲、プログラミング&全楽器演奏共作）           | 3:13 |
| 3.                         | 「君はロックを聴かない」(3rdシングル) | あいみょん | あいみょん | 立崎優介・田中ユウスケ（共同編曲、プログラミング&全楽器演奏共作）           | 4:08 |
| 4.                         | 「マトリョーシカ」                    | あいみょん | あいみょん | 関口シンゴ                                                                  | 3:42 |
| 5.                         | 「ふたりの世界」                      | あいみょん | あいみょん | Sundayカミデ                                                                | 4:47 |
| 6.                         | 「いつまでも」                        | あいみょん | あいみょん | 関口シンゴ                                                                  | 3:03 |
| 7.                         | 「愛を伝えたいだとか」(2ndシングル)   | あいみょん | あいみょん | 近藤隆史・立崎優介・田中ユウスケ（共同編曲、プログラミング&全楽器演奏共作） | 3:57 |
| 8.                         | 「風のささやき」                      | あいみょん | あいみょん | 立崎優介・田中ユウスケ（共同編曲、プログラミング&全楽器演奏共作）           | 3:53 |
| 9.                         | 「RING DING」                         | あいみょん | あいみょん | Michael Kaneko                                                              | 3:55 |
| 10.                        | 「ジェニファー」                      | あいみょん | あいみょん | Sundayカミデ                                                                | 3:43 |
| 11.                        | 「漂白」                              | あいみょん | あいみょん | 立崎優介・田中ユウスケ（共同編曲、プログラミング&全楽器演奏共作）           | 4:51 |

### タイアップ
- テレビ東京系『吉祥寺だけが住みたい街ですか?』オープニングテーマ（M2）
- テレビ朝日系『シュシュ(chouchou)お気に入り』主題歌（M4）
- 映画『恋愛奇譚集』主題歌（M11）